# Estación Los Perales
Los Perales es parte del Ferrocarril Talcahuano a Chillán y Angol inaugurado en 1872, perteneciente a la comuna de Talcahuano.Posteriormente pasó a formar parte de la Red Sur de Ferrocarriles del Estado. Está ubicado en el Ramal San Rosendo - Talcahuano.
Esta estación constituía la antecesora de la Estación Universidad Técnica Santa María , y estaba ubicada en el mismo sitio de la actual Estación Universidad Técnica Federico Santa María del Biotrén. Limita al norte con la actual Avenida Libertador Bernardo O'Higgins y al sur con la calle Los Jinetes. Poseía tres vías con electrificación de las cuales una fue suprimida en 1996, en el proceso de renovación de durmientes llevado a cabo por EFE.
Los restos de la caseta de movilización estaban en el sector norte, y desaparecieron con la construcción de la nueva estación del Biotrén en 2005. La estación se ubicaba a aproximadamente 200 m del Club Hípico De Concepción. En el año 1999, se estableció una oficina de movilización, en medio del sector del patio, la que todavía funciona hasta la puesta en marcha del nuevo sistema de movilización, que elimina y unifica los bloques Variante Chepe - Los Perales y Los Perales - El Arenal en uno solo. Durante la primera etapa de operación del Biotrén es posible ver en algunos formularios y timbres del paradero Universidad Técnica Santa María que aparece el nombre Los Perales.
- Datos: Q5843467